# Polícia Judiciária (Portugal)
A Polícia Judiciária (PJ) MHIH • MHM é uma das organizações policiais responsáveis pela investigação criminal em Portugal, vocacionada para o combate à grande criminalidade nomeadamente ao crime organizado, terrorismo, tráfico de estupefacientes, corrupção e criminalidade económica e financeira. A Polícia Judiciária portuguesa está integrada no Ministério da Justiça, actuando sob orientação do Ministério Público.

## Organização
Todos os serviços da Polícia Judiciária dependem da Direção Nacional, cuja sede é em Lisboa, na Rua Gomes Freire. A PJ é tutelada pelo Ministério da Justiça e dirigida pelo Diretor Nacional.
A Direção Nacional compreende: o Diretor Nacional, os Diretores Nacionais-Adjuntos que coadjuvam o Diretor Nacional, e o Conselho Superior da Polícia Judiciária, órgão de apoio ao Diretor Nacional, com caráter consultivo.
- Serviços da Direção Nacional

Instituto de Polícia Judiciária e Ciências Criminais (IPJCC)
Unidade de Informação Financeira (UIF)
Gabinete de Recuperação de Ativos (GRA)
Gabinete de Assessoria Jurídica (GAJ)
- Unidades Centrais de Investigação Criminal

Unidade Nacional Contraterrorismo (UNCT)
Unidade Nacional de Combate à Corrupção (UNCC)
Unidade Nacional de Combate ao Tráfico de Estupefacientes (UNCTE)
Unidade Nacional de Combate ao Cibercrime e à Criminalidade Tecnológica (UNC3T)
- Unidades Orgânicas Desconcentradas de Investigação Criminal

Diretoria do Norte
Departamento de Investigação Criminal de Braga (na dependência da DirNorte)
Departamento de Investigação Criminal de Vila Real (na dependência da DirNorte)
Diretoria do Centro
Departamento de Investigação Criminal de Aveiro (na dependência da DirCentro)
Departamento de Investigação Criminal da Guarda (na dependência da DirCentro)
Departamento de Investigação Criminal de Leiria (na dependência da DirCentro)
Diretoria de Lisboa e Vale do Tejo
Departamento de Investigação Criminal de Setúbal (na dependência da DLVT)
Unidade Local de Investigação Criminal de Évora (na dependência da DLVT)
Diretoria do Sul
Departamento de Investigação Criminal de Portimão (na dependência da DirSul)
Departamento de Investigação Criminal da Madeira (na dependência da Direção Nacional)
Departamento de Investigação Criminal dos Açores (na dependência da Direção Nacional)
- Unidades Centrais de Apoio Técnico à Investigação Criminal

Unidade de Prevenção e Apoio Tecnológico (UPAT)
Unidade de Informação Criminal (UIC)
Unidade de Cooperação Internacional (UCI)
Unidade de Sistemas de Informação e Comunicações (USIC)
Unidade de Armamento e Segurança (UAS)
- Unidades Centrais de Apoio Técnico-científico Especializado

Laboratório de Polícia Científica (LPC)
Unidade de Perícia Financeira e Contabilística (UPFC)
Unidade de Perícia Tecnológica (UPTI)
- Unidades da Área de Gestão e Desenvolvimento Organizacional

Direção de Serviços de Gestão Financeira e Patrimonial (DS-GFP)
Direção de Serviços de Gestão e de Administração de Pessoal (DS-GAP)
Direção de Serviços de Inovação e Desenvolvimento (DS-ID)
- Unidades da Área de Controlo de Gestão, Avaliação de Desempenho e Controlo Inspetivo e Disciplinar

Direção de Serviços de Planeamento, Qualidade e Avaliação (DS-PQA)
Direção de Serviços de Disciplina e Inspeção (DS-DI) 

## Organograma

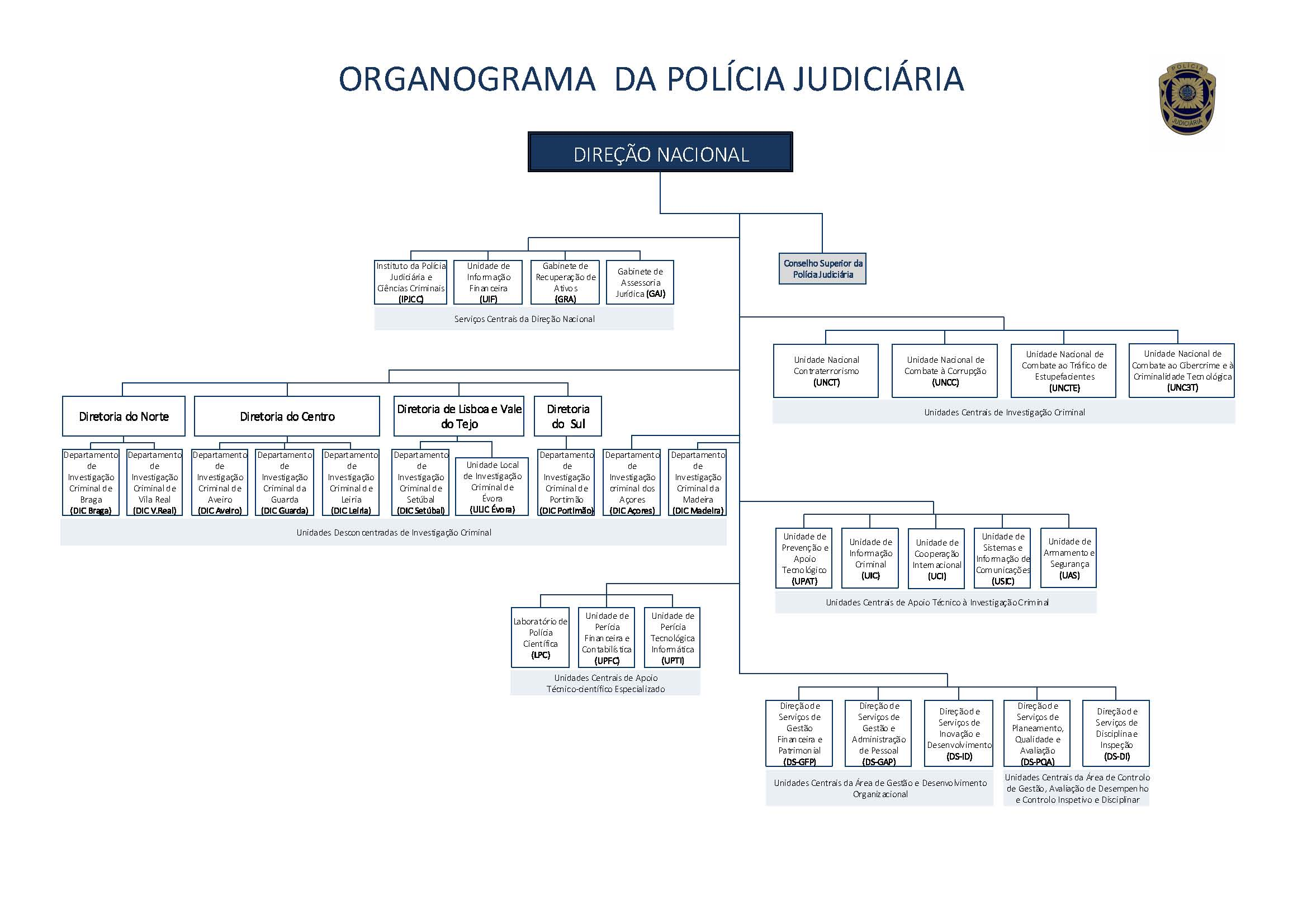
Organização interna da Polícia Judiciária

## Armamento
A Polícia Judiciária usa, como armas padrão, as Glock, embora possa usar qualquer tipo de arma ou calibre, de acordo com o seu estatuto profissional e lei orgânica. A Glock 19 e a Glock 26, são as mais comuns, sendo a Glock 26 mais carregada por elementos femininos, por ser mais pequena. Ambas as armas disparam munições 9x19mm Parabellum.
- Glock 19
- Glock 26
- Uzi[2]
- Benelli M3[3]
- Mossberg 500
- IMI Tavor TAR-21[4]

## Ingresso na carreira de Investigação Criminal
Condições de ingresso:
O ingresso na carreira de Investigação Criminal faz-se na categoria de Inspetor estagiário. O ingresso nesta categoria faz-se de entre indivíduos aprovados em concurso e habilitados com o curso de formação ministrado no Instituto de Polícia Judiciária e Ciências Criminais, localizado no Barro, Loures.

## História
A origem remota da actual Polícia Judiciária está nos antigos magistrados judiciais que desde a Idade Média eram responsáveis pela investigação criminal no Reino de Portugal nomeadamente os corregedores do crime, os meirinhos-mores, os ouvidores do crime entre outros. Em 1760 foram separados os poderes policial e judicial através da criação da Intendência-Geral da Polícia da Corte e do Reino. A partir daí a cronologia dos órgãos de polícia judiciária de Portugal é a seguinte:

1760 – Por alvará de 25 de junho, do Rei D. José I, é criada a Intendência-Geral da Polícia da Corte e do Reino que assume a maioria das funções policiais até então atribuídas aos magistrados judiciais da cidade de Lisboa e parte das dos magistrados das restantes partes do Reino. Uma das suas missões específicas é a de investigação criminal;

1893 – Por decreto de 29 de agosto, do Rei D. Carlos I, a Polícia Civil de Lisboa é dividida em três ramos: Polícia de Segurança Pública, Polícia de Investigação Judiciária e Preventiva e Polícia de Inspeção Administrativa. A Polícia de Investigação Judiciária e Preventiva tem a seu cargo a investigação criminal e a recolha de informações úteis à segurança;

1918 – A Polícia Preventiva — responsável pela recolha de informações e pela segurança do Estado — separa-se da Polícia de Investigação. Pelo Decreto n.º 3940 de 16 de março, as polícias civis dos diversos distritos são agrupadas num único corpo nacional designado globalmente como Polícia Cívica. O órgão central da Polícia Cívica é a Direção-Geral de Segurança Pública (DGSP), subordinada ao ministro do Interior e que superintende nas repartições de Polícia de Segurança, Polícia de Investigação, Polícia Administrativa, Polícia Preventiva, Polícia de Emigração e Polícia Municipal. A Polícia de Investigação é responsável pela investigação criminal e inclui as secções de Lisboa, Porto, Coimbra e Braga;

1922 – Pelo Decreto n.º 8435 de 21 de outubro, a Polícia de Investigação passa a designar-se Polícia de Investigação Criminal (PIC). Além da investigação de crimes comuns, a PIC é também responsável por colaborar com a Polícia Preventiva e de Segurança do Estado na sua missão de prevenção e de investigação de crimes políticos e sociais, nomeadamente realizando as detenções e outras ações ostensivas que não poderiam ser realizadas pelos agentes daquela polícia sem comprometer o seu secretismo;

1927 – Pelo Decreto n.º 14 657 de 5 de dezembro, a PIC deixa de depender da DGSP e passa a depender do Ministério da Justiça e dos Cultos como órgão de coadjuvação das autoridades judiciárias;

1930 – A Polícia Internacional Portuguesa — responsável pelo controlo de estrangeiros e fronteiras — passa a depender da PIC, pelo Decreto 18 849 de 13 de setembro. Pouco depois, em 1931, a Polícia Internacional volta para a dependência do Ministério do Interior;

1932 – De acordo com a nova reorganização da polícia, definida pelo Decreto n.º 21 194 de 2 de maio, a PIC volta a depender da DGSP. No entanto, pouco depois volta para a dependência do Ministério da Justiça;
1945 – Após reestruturação geral da Polícia em Portugal, através do Decreto-lei nº. 35.042 de 20 de Outubro de 1945, é criada a Polícia Judiciária, tal como hoje existe, sob a direcção do Juiz de Direito, Dr. Monteiro Júnior, integrada organicamente no Ministério da Justiça, em substituição da Polícia de Investigação Criminal (PIC).
Integrada no plano geral do sistema processual comum e das instituições de prevenção e repressão criminal, a Polícia Judiciária, foi definida como a entidade a quem competia "efectuar a investigação dos crimes e descobrir os seus autores, procedendo à instrução preparatória dos respectivos processos e organizar a prevenção da criminalidade, essencialmente da criminalidade habitual".
1958 – A Polícia Judiciária inaugura as novas instalações da Rua Gomes Freire, em Lisboa, construídas com recurso a mão-de-obra prisional. Este edifício torna-se a sede da Instituição.
1957– É fundado o Laboratório de Polícia Científica - LPC, sob a direcção do Professor Alberto Ralha e a Escola Prática de Ciências Criminais, ambos organicamente integrados na Polícia Judiciária.

1996 – A 26 de Janeiro é feita Membro-Honorário da Ordem do Mérito
2014 – É inaugurado um edifício contíguo às instalações da sede previamente existente em Lisboa, que se liga a essas instalações por passadiços com uma estrutura de cobertura em vidro, que passa a designar-se o "novo edifício-sede".

2020 – A 20 de Outubro, por ocasião do seu 75.º Aniversário, é feita Membro-Honorário da Ordem do Infante D. Henrique.

2023 - Derivado do processo de reestruturação do SEF, a PJ absorve por transferência os trabalhadores da carreira de investigação e fiscalização do SEF bem como as competências no âmbito da investigação criminal.